# Anoplodactylus baldarus
Anoplodactylus baldarus är en havsspindelart som beskrevs av Child, C.A. 1988. Anoplodactylus baldarus ingår i släktet Anoplodactylus och familjen Phoxichilidiidae. Inga underarter finns listade i Catalogue of Life.